# Siganus javus
Cá dìa xanh, danh pháp khoa học là Siganus javus, là một loài cá biển thuộc chi Cá dìa trong họ Cá dìa. Loài cá này được mô tả lần đầu tiên vào năm 1766.

## Từ nguyên
Từ định danh của loài cá này, javus, được Latinh hóa từ tên đảo Java của Indonesia, nơi mẫu định danh được thu thập.

## Phạm vi phân bố và môi trường sống
S. javus có phạm vi phân bố rộng rãi ở Ấn Độ Dương - Thái Bình Dương. Từ vịnh Ba Tư, loài cá này xuất hiện dọc theo bờ biển phía bắc của Ấn Độ Dương trải dài đến bờ đông Ấn Độ, ngoài khơi Maldives và Sri Lanka; từ biển Andaman (bao gồm cả quần đảo Andaman và Nicobar), S. javus tiếp tục có mặt ở khắp vùng biển các nước Đông Nam Á, băng qua Papua New Guinea, quần đảo Solomon và Vanuatu; phía bắc trải dài đến đảo Đài Loan; phía nam giới hạn đến bờ bắc Úc.

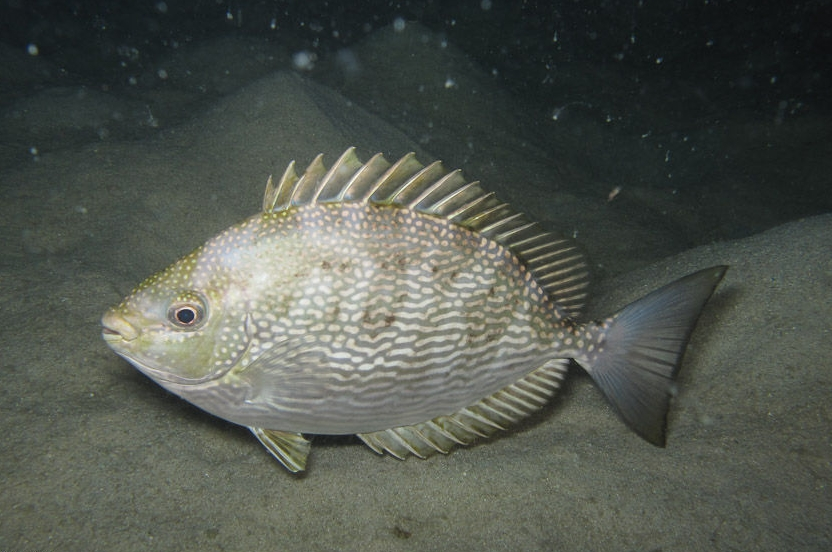
S. javus với hoa văn lốm đốm nâu và trắng

S. javus sống gần các rạn san hô ở vùng biển nông và trong các đầm phá nước lợ, độ sâu khoảng 25 m trở lại.

## Mô tả
Chiều dài cơ thể tối đa được ghi nhận ở S. javus là 55 cm, nhưng thường được quan sát với kích thước phổ biến là 30 cm. Cơ thể có màu nâu sẫm ở vùng lưng, màu trắng ở bụng và ngực. Hai bên má và môi có màu vàng. Có nhiều đốm màu xanh ánh kim ở đầu và thân trên, hợp lại thành các đường vân gợn sóng màu lam xám ở thân giữa và thân dưới. Gai và tia vây lưng và vây hậu môn màu vàng, màng vây có màu nâu sẫm hoặc vàng nâu. Vây ngực và vây bụng có màu trắng. Vây đuôi màu xám đen với một đốm đen sẫm ở giữa, có các sọc mờ. Như một số loài cá dìa khác, S. javus có thể xuất hiện lốm đốm các mảng màu nâu và trắng trên cơ thể khi bị đe dọa, hoặc khi chúng nghỉ ngơi vào ban đêm.
S. javus không có đốm vàng trên vây lưng như Siganus lineatus, một loài họ hàng có cùng phạm vi phân bố với chúng, và hình dạng vây đuôi của chúng khá là khác nhau.
Số gai ở vây lưng: 13; Số tia vây ở vây lưng: 10; Số gai ở vây hậu môn: 7; Số tia vây ở vây hậu môn: 9; Số tia vây ở vây ngực: 17 - 18.

## Sinh thái học
S. javus sống thành từng nhóm nhỏ (khoảng 10 cá thể). Chúng ăn các loại tảo bám trên đá, hoặc những mảnh tảo trôi theo dòng nước.